# Złoty Orfeusz

Złoty Orfeusz (bułg. Златният Орфей, Международен конкурс за вокални изплнители и Конкурс за нови блгарски естрадни песни «Златният Орфей») – międzynarodowy festiwal muzyczny muzyki pop, który był organizowany w Bułgarii w latach 1965–1999 w nadmorskim kurorcie Słoneczny Brzeg.
Odbywał się na początku czerwca w latach 1965–1999; w latach 1965–1966 w „Bar-Variete”, od 1967 w Teatrze Letnim. Organizatorem i pierwszym dyrektorem był Genko Genow (w 1974–1992 oskarżony o szpiegostwo, skazany, odbywał karę pozbawienia wolności; po jej odbyciu był powtórnie dyrektorem festiwalu), w latach 1974–1992 dyrektorem był Georgi Ganew, Iwan Zafirow i Decho Tarależkow.
Wszyscy uczestnicy festiwalu śpiewali bez ścieżki dźwiękowej (playbacku), z towarzyszeniem Estradowej Orkiestry Symfonicznej Komitetu Telewizji i Radia pod dyrekcją Wili Kazasjana. Przeprowadzano dwa konkursy, zdobywane nagrody w różnych latach miały różne nazwy: 
- międzynarodowy konkurs wykonawców (Konkurs Główny) – najczęściej nagroda Grand Prix „Złotego Orfeusza” za wykonanie;
- konkurs piosenki bułgarskiej – czasami Grand Prix „Złotego Orfeusza” za wykonanie, później przeprowadzano konkurs wykonania bułgarskich piosenek przez wykonawców zagranicznych, którym wręczano Grand Prix (z wyjątkiem pierwszych festiwali), pierwszą, drugą i trzecią nagrodę – ich zdobywcy występowali na koncercie galowym w ostatni wieczór festiwalu[1]).

## Festiwale Złotego Orfeusza

### 1 sierpnia 1965, I Festiwal
Międzynarodowego konkursu nie organizowano.
- Konkurs nowej piosenki bułgarskiej:
  - I nagroda – Mimi Nikołowa – Kaliakra

### 1966, II Festiwal
Międzynarodowego konkursu nie organizowano.
- Konkurs nowej piosenki bułgarskiej:
  - I nagroda – Jordanka Christowa '
- Gwiazda festiwalu: Angela Zilia (Grecja)

### 1967, III Festiwal
Od tej edycji nazywany oficjalnie Festiwalem Złoty Orfeusz (poprzednio – Konkurs Międzynarodowy) 
- Grand Prix – nie przyznano;
- I nagroda: Arlette Zola (Szwajcaria)
- II nagroda: Wiktor Wujaczicz (ZSRR), Tonia (Belgia)
- III nagroda: Ljiljana Petrović (Jugosławia), Katarzyna Bovery (Polska)

### 1968, IV Festiwal
- Grand Prix Złoty Orfeusz: Jennifer (Francja)
- I nagroda: Marion Rung (Finlandia)
- II nagroda: Kalinka (Belgia)
- III nagroda: Iosif Kobzon (ZSRR), Margarita Dmitrowa (Bułgaria)

### 1969, V Festiwal
- Grand Prix: Bogdana Karadoczewa (Bułgaria)
- I nagroda: Emilia Markowa (Bułgaria)
- II nagroda: Jurij Bogatikow (ZSRR)
- III nagroda: Isabel Bond (Szkocja)

### 1970
- Grand Prix — nie przyznano;
- I nagroda: Biser Kirow (Bułgaria)
- II nagroda: Elen Delmar (USA)
- III nagroda: Jesin Aszfar (Turcja)
- Nagroda specjalna: Lise Marke (Belgia), Anita Hegerland (Norwegia), Witalij Samojlenko (ZSRR)

### 1971, VII Festiwal
- Grand Prix: Marija Pachomienko (ZSRR) — za wykonanie piosenki Nienagliadnyj moj i Don Kichot.

### 11–18 czerwca 1972, VIII Festiwal
- Grand Prix — nie przyznano;

### 1973, IX Festiwal
- Grand Prix: Lena Erickson (Szwecja)

### 1974, X Festiwal
- Grand Prix: Lili Iwanowa (Bułgaria)

### 4–7 czerwca 1975, XI Festiwal
- Grand Prix: Ałła Pugaczowa (ZSRR)

### początek czerwca 1976, XII Festiwal
- Grand Prix: Fara Maria (Kuba)

### 1977, XIII Festiwal
- Grand Prix: Roza Rymbajewa (ZSRR)

### 1978, XIV Festiwal
- Grand Prix: Joan Orlins (Luksemburg)

### 1979, XV Festiwal
- Grand Prix: Panajot Panajotow (Bułgaria)

### 1980, XVI Festiwal
- Grand Prix: Kamelia Todorowa (Bułgaria)

### 1981, XVII Festiwal
- Grand Prix: gmar Frederick (NRD)

### 3–7 czerwca 1982, XVIII Festiwal
- «Złoty Orfeusz»: Nelli Rangiełowa (Bułgaria)

### 1984, XIX Festiwal
- Grand Prix: Orlin Goranow (Bułgaria)

### 1986, XX Festiwal
- Grand Prix: Pietia Bujuklijewa (Bułgaria)

### 8–11 czerwca 1988, XXI Festiwal
- Grand Prix — nie przyznano;
- I nagroda: Tamara Gwerdciteli (ZSRR)

### 1990, XXII Festiwal
- Grand Prix: Etta Skoło (Austria)

### 1993, XXIV Festiwal
- Grand Prix: Carmen Trendafir (Rumunia)

### 1994, XXV Festiwal
Międzynarodowego konkursu nie przeprowadzano.

### 1995, XXVI Festiwal
- Konkurs nowej piosenki bułgarskiej:
  - Grand Prix «Złoty Orfeusz» – Ilija Angełow

### 1996, XXVII Festiwal
- Konkurs nowej piosenki bułgarskiej:
  - Grand Prix «Złoty Orfeusz» – Michaił Ionczew

### 1997, XXVIII Festiwal
- Konkurs nowej piosenki bułgarskiej:
  - Grand Prix «Złoty Orfeusz» – «Riton» (Bułgaria)

### 1998, XIX Festiwal
Konkursu międzynarodowego nie było.
Gwiazdą festiwalu był Filip Kirkorow.

### 1999, XXX Festiwal
- Konkurs nowej bułgarskiej piosenki:
  - Grand Prix: Orlin Goranow (Bułgaria)

W kolejnym roku festiwalu nie organizowano. W 2015 rozpoczęto jego reaktywację.